# Live at Wembley
Live at Wembley är ett album av rocksångaren Meat Loaf. Det spelades in live på Wembley Stadium i London 1 och 2 mars 1987 och gavs ut i oktober samma år. Meat Loafs svåger Tom Edmonds producerade albumet.

## Låtlista
1. "Blind Before I Stop" – 3:54
2. "Rock & Roll Mercenaries" – 5:33
3. "You Took the Words Right Out of My Mouth (Hot Summer Night)" – 7:49
4. "Midnight at the Lost and Found" – 3:43
5. "Modern Girl" – 5:44
6. "Paradise by the Dashboard Light" – 10:04
7. "Two Out of Three Ain't Bad" - 8:06
8. "Bat Out of Hell" – 10:29
9. "Masculine" – 6:50
10. "Rock & Roll Medley" – 8:34
  - "Johnny B. Goode"
  - "Jailhouse Rock"
  - "Slow Down"
  - "Blue Suede Shoes"
  - "Johnny B. Goode" (reprise)

## Medverkande
- Meat Loaf – sång
- Paul Jacobs – piano

The Neverland Express
- Bob Kulick – gitarr
- Alan Merrill – gitarr, bakgrundssång
- Steve Buslowe – basgitarr, bakgrundssång
- Frank Doyle – keyboard
- Chuck Burgi – trummor
- Amy Goff – sång
- Elaine Goff – sång

Produktion
- Tom Edmonds – musikproducent, ljudtekniker
- Meat Loaf – musikproducent
- Stylorouge – omslagskonst
- Chris Craske, Peter Cronin – foto